# Ozark Air Lines
Ozark Air Lines fue una aerolínea comercial que operó en los Estados Unidos desde 1950 hasta 1986 cuando fue absorbida por Trans World Airlines.  Una segunda aerolínea mucho más pequeña operó con el mismo nombre entre los años 2000 y 2001. Ozark tuvo su base central y sede desde 1950 hasta 1986 en el Aeropuerto Internacional Lambert-St. Louis en St. Louis County, Misuri. 

## Historia

### Pre-certificación
Ozark Air Lines fue constituida el 1 de septiembre de 1943 en Missouri por Laddie Hamilton, Barak Mattingly y Floyd Jones con un capital desembolsado de 100.000 dólares. Ozark voló desde Springfield, Missouri, y, en enero de 1945, inició los vuelos entre Springfield y St. Louis con Beechcraft Model 17 Staggerwings, sustituidos por Cessna AT-17 Bobcats a finales de la década de 1940.
Ozark solicitó la certificación como feeder o aerolínea de servicio local en el Caso del valle del Mississippi de la Junta de Aeronáutica Civil (CAB). El CAB era el organismo federal ya desaparecido que, en aquella época, regulaba estrictamente casi todo el transporte aéreo en Estados Unidos. Sin la certificación del CAB (o, en algunos casos, volando únicamente dentro de un único estado como aerolínea intraestatal), ninguna aerolínea podía operar. Cuando el CAB se pronunció sobre el caso en diciembre de 1947, Ozark quedó excluida.

### Parks Air Lines
Una de las aerolíneas ganadoras en el caso del valle del Mississippi fue Parks Air Transport, controlada por el empresario de la aviación, Oliver Parks, más conocido por su destacado papel en el desarrollo de la formación de pilotos. Era el tercer caso en el que PAT ganaba rutas, lo que la dejaba con la mayor cartera de rutas de enlace del país, considerada potencialmente la más "rica" del sector. Pero Parks no consiguió poner en servicio su red y, en junio de 1949, el CAB inició un procedimiento para revocar potencialmente la certificación de su aerolínea, ahora llamada Parks Air Lines (PAL). Como parte de estos procedimientos, el CAB aceptó solicitudes de compañías aéreas para hacerse cargo de las rutas de PAL y Ozark renovó su solicitud. El CAB tomó una decisión definitiva en julio de 1950, revocando la certificación de PAL y concediendo a Ozark no sólo las rutas de PAL del caso del valle del Mississippi, sino también las rutas de PAL del caso de la zona de los Grandes Lagos. En junio de 1950, PAL comenzó finalmente a volar una ruta desde East St. Louis a Chicago vía St. Louis y tres ciudades del centro de Illinois. Un tribunal de apelación dictaminó que PAL podía seguir operando esta ruta hasta la fecha de entrada en vigor de la orden del CAB (26 de septiembre de 1950), pero no impediría que el CAB aplicara la orden mientras PAL seguía adelante con el caso ante los tribunales. PAL acordó vender sus operaciones aéreas (incluidos cinco DC-3) a Ozark a cambio del 37,5% del negocio. Ozark no tenía operaciones aéreas en ese momento, por lo que las operaciones de PAL se convirtieron en las de Ozark y, de este modo, Ozark Air Lines inició el servicio en esa única ruta de Chicago el 26 de septiembre de 1950. Durante un tiempo, Ozark mantuvo sus operaciones en el aeropuerto de PAL en Cahokia, Illinois, entonces conocido como el aeropuerto metropolitano de Parks y hoy como el aeropuerto del centro de San Luis. Por ejemplo, la base de mantenimiento de Ozark se trasladó de allí a San Luis en 1952.

### Después de Parks
Los servicios se iniciaron el 26 de septiembre de 1950, utilizando Douglas DC-3s inicialmente desde St. Louis a Chicago, más tarde a Tulsa y Memphis. En 1955, la aerolínea contaba con 13 DC-3 que volaban a 35 ciudades entre Sioux City, Indianápolis, Wichita y Nashville. El centro de operaciones principal de Ozark era el aeropuerto internacional Lambert de San Luis. Al igual que otras aerolíneas de servicio local, estaba subvencionada; en 1962, sus ingresos de explotación de US$14 millones (equivalentes a US$146 millones en 2024) incluían US$4.5 millones (equivalente a US$47 millones en 2024) de subvención federal.
En 1960, se introdujeron los Fairchild F-27 turbohélices; los Martin 4-0-4 de pistón se incorporaron a la flota en 1964 y se retiraron en 1967.
Uno de los tres cofundadores, Arthur G. Heyne era abogado en St. Louis, Missouri, y ocupó el cargo de Secretario-Tesorero a partir de 1950.
Las tres golondrinas en las aletas de Ozark representaban vuelos puntuales, en referencia a la leyenda de las golondrinas que regresan a la Misión de San Juan Capistrano, en California, cada año el 19 de marzo.

### Jets

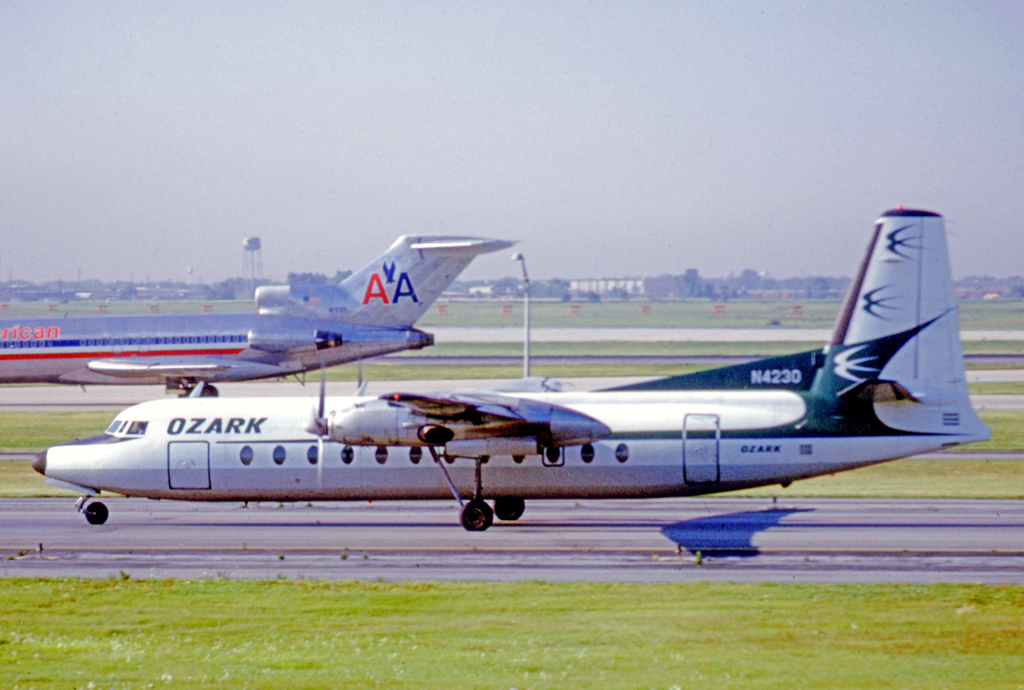
Fairchild-Hiller FH-227B en el Aeropuerto de Chicago-O'Hare en 1975

En 1961, la red de Ozark llegaba de Minneapolis a Nashville y de Kansas City a Indianápolis y Louisville. Denver se añadió en 1966 y, en 1969, la red se extendió hacia el este: Ozark obtuvo vuelos sin escalas desde Champaign y Peoria a Washington Dulles, continuando hasta LaGuardia de Nueva York. Atlanta se añadió en 1978 y cuatro ciudades de Florida en el invierno de 1978-1979.

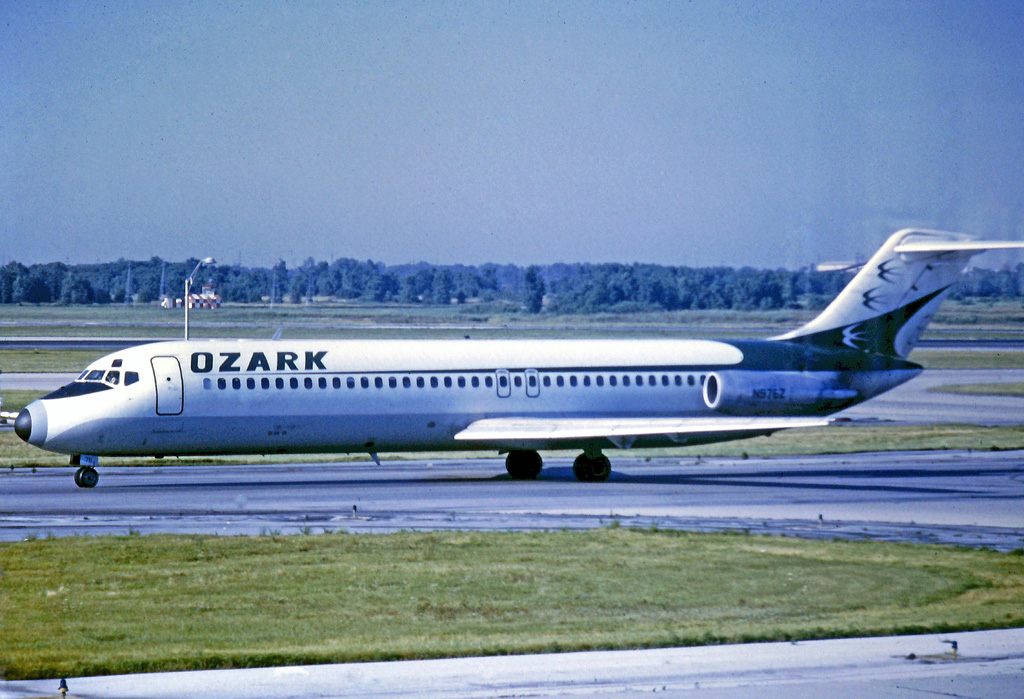
Douglas DC-9-31 de Ozark en O'Hare en 1975

En septiembre de 1966, Ozark y Central Airlines anunciaron planes de fusión, sujetos a la aprobación de CAB; la nueva aerolínea mantendría el nombre de Ozark y sería una de las mayores compañías de servicios locales de EE.UU. Sin embargo, en noviembre de 1966, las dos aerolíneas anunciaron que las conversaciones de fusión habían terminado por mutuo acuerdo debido a dificultades de financiación.
En 1967, los Martin y los F-27 fueron sustituidos por Fairchild Hiller FH-227s, un F-27 alargado; Ozark fue totalmente de turbina tras el último vuelo del DC-3 en octubre de 1968. Ozark introdujo sus primeros reactores en julio de 1966 con los Douglas DC-9-10. Los DC-9-10 se ampliaron posteriormente con los McDonnell Douglas DC-9-30 (DC-9-31/32) y McDonnell Douglas DC-9-40. La aerolínea también encargó dos McDonnell Douglas DC-9-40. La aerolínea también encargó dos Boeing 727-200s, pero nunca llegó a recibirlos.  A finales de 1980, Ozark retiró su último avión de hélice FH-227 y se pasó a la aviación a reacción con una flota de DC-9. La aerolínea también encargó dos Boeing 727-200, pero nunca llegaron a entregarse. Varias ciudades muy pequeñas, como Burlington, Fort Dodge y Mason City en Iowa, Decatur, Marion y Quincy en Illinois, y Cape Girardeau en Missouri, contaron brevemente con aviones DC-9 antes de que Ozark dejara de prestar servicio a estas ciudades en 1982.  En 1984, se añadieron aviones más grandes McDonnell Douglas MD-80.

### Ozark Midwest
En 1985, Ozark inició un acuerdo de código compartido con Air Midwest, una aerolínea de cercanías que operaba aviones Fairchild Swearingen Metroliner de 17 plazas. La operación se denominó Ozark Midwest y los aviones de Air Midwest estaban pintados con rayas verdes, similares a los de Ozark pero sin las golondrinas. Ozark Midwest prestaba servicios de enlace con Ozark desde muchas ciudades más pequeñas del medio oeste que no podían soportar grandes reactores DC-9, incluidas varias ciudades que Ozark había dejado de operar anteriormente.

### Fusión con TWA
A mediados de los ochenta, Ozark y TWA tenían un duopolio de facto en el aeropuerto internacional St. Louis Lambert, centro de operaciones de ambas. Ozark representaba el 26,3% de los embarques en STL en 1985, mientras que TWA representaba el 56,6%. El 1 de marzo de 1986, las dos aerolíneas anunciaron planes para fusionarse: TWA compraría Ozark por US$242 millones en efectivo (equivalente a US$694 millones en 2024). Los accionistas de ambas aerolíneas aprobaron la fusión a finales del verano, y el Departamento de Transporte de Estados Unidos dio su visto bueno el 12 septiembre de 1986.
Ozark dejó de existir como compañía independiente el 27 de octubre de 1986. Los DC-9 de Ozark fueron pintados gradualmente con un esquema de pintura modificado con "TWA" en la cola. En los dos años siguientes, los cincuenta aviones de Ozark fueron repintados con los colores distintivos de TWA. El 1 de diciembre de 2001, TWA se fusionó con American Airlines.

### Segunda Ozark Air Lines (2000-2001)
En 1998, los derechos sobre el nombre de la aerolínea fueron adquiridos por William E. Stricker de Columbia, Missouri. La reformada Ozark Air Lines recibió su certificado de explotación el 11 de febrero de 2000, y comenzó a prestar servicio 10 días después, desde el Aeropuerto Regional de Columbia al Aeropuerto Internacional de Dallas-Fort Worth y al Aeropuerto de Midway, utilizando dos aviones Fairchild Dornier 328JET. Más tarde, en 2000, se añadió el servicio al Aeropuerto Regional de Joplin en Joplin, Missouri, como escala entre Columbia y Dallas/Fort Worth. A principios de 2001, Ozark operó estacionalmente al Aeropuerto Regional de Taos, que sirve a Taos, Nuevo México, desde Dallas/Fort Worth dos veces por semana durante la temporada de esquí de invierno.
Un año después, la compañía cesó sus operaciones y vendió sus activos a Great Plains Airlines, con sede en Tulsa, Oklahoma.

## Ventas y marketing

### Reservas
Desde los años sesenta hasta finales de los 80 el departamento de reservas de Ozark Air Lines utilizaba un teléfono libre especial con el prfijo WX en Nueva Jersey al que se podía llamar solo desde determinadas áreas del estado marcando el 0 y pidiendo a la operadora conexión con el número de Ozark WX-8300. Al no poder llamar el cliente directamente a este número y desde cualquier punto del estado, este método se volvió obsoleto y se dejó de usar.

### Anuncios
A finales de los años sesenta el cómico George Carlin apareció en los anuncios de Ozark Air Lines.

## Destinos en 1986
- Atlanta (Hartsfield–Jackson Atlanta International Airport)
- Baltimore (Baltimore/Washington International Thurgood Marshall Airport)
- Cedar Rapids/Iowa City (The Eastern Iowa Airport)
- Champaign/Urbana (University of Illinois Willard Airport)
- Charlotte (Charlotte/Douglas International Airport)
- Chicago (Chicago O'Hare International Airport)
- Cleveland (Cleveland Hopkins International Airport)
- Dallas/Fort Worth (Dallas/Fort Worth International Airport)
- Denver (Stapleton International Airport)
- Des Moines (Des Moines International Airport)
- Detroit (Detroit Metropolitan Wayne County Airport)
- Fort Lauderdale/Hollywood (Fort Lauderdale – Hollywood International Airport)
- Fort Myers (Southwest Florida International Airport)
- Houston (William P. Hobby Airport)
- Indianápolis (Indianapolis International Airport)
- Jacksonville (Jacksonville International Airport)
- Kansas City (Kansas City International Airport)
- Las Vegas (McCarran International Airport)
- Lincoln (Lincoln Airport)
- Louisville (Louisville International Airport)
- Madison (Dane County Regional Airport)
- Miami (Aeropuerto Internacional de Miami)
- Milwaukee (General Mitchell International Airport)
- Minneapolis/St. Paul (Minneapolis-Saint Paul International Airport)
- Nashville (Nashville International Airport)
- Nueva Orleans (Louis Armstrong Nueva Orleans International Airport)
- Nueva York (LaGuardia Airport)
- Omaha (Eppley Airfield)
- Oklahoma City (Will Rogers World Airport)
- Orlando (Orlando International Airport)
- Peoria (General Wayne A. Downing Peoria International Airport)
- Filadelfia (Aeropuerto Internacional de Filadelfia)
- Quad Cities (Quad City International Airport)
- Raleigh/Durham (Raleigh-Durham International Airport)
- Rochester, Minnesota (Rochester International Airport)
- San Antonio (San Antonio International Airport)
- San Diego (San Diego International Airport)
- Sarasota/Bradenton (Sarasota-Bradenton International Airport)
- Sioux City (Sioux Gateway Airport)
- Sioux Falls (Sioux Falls Regional Airport)
- St. Louis (Lambert-St. Louis International Airport) Hub
- Tampa (Tampa International Airport)
- Tulsa (Tulsa International Airport)
- West Palm Beach (Palm Beach International Airport)
- Washington, D.C. (Ronald Reagan Washington National Airport)
- Waterloo (Waterloo Regional Airport)

Note: Regional destinations were served by Ozark Midwest

## Flota
1959 -
- 24 - Douglas DC-3
- 3 - Fairchild F-27 Friendship

1965 -
- 21 - Douglas DC-3
- 15 - Martin 4-0-4
- 7 - Fairchild F-27 Friendship

1969 -
- 21 - Fairchild Hiller FH-227
- 8 - Douglas DC-9-10
- 9 - Douglas DC-9-30

1973 -
- 3 - de Havilland Canada DHC-6 Twin Otter
- 20 - Fairchild Hiller FH-227
- 8 - Douglas DC-9-10
- 11 - Douglas DC-9-31/32

1978 -
- 13 - Fairchild Hiller FH-227B
- 8 - Douglas DC-9-10
- 26 - Douglas DC-9-31/32

1980 -
- 13 - Fairchild Hiller FH-227B
- 7 - Douglas DC-9-10
- 33 - Douglas DC-9-31/32

1986 -
- 7 - Douglas DC-9-10
- 36 - Douglas DC-9-31/32
- 3 - Douglas DC-9-40
- 4 - McDonnell Douglas MD-82

## Incidentes y accidentes
El 27 de marzo de 1968, hacia las seis de la tarde, el Vuelo 965 de Ozark Air Lines, operado por un Douglas DC-9, chocó en vuelo con un Cessna 150F, aproximadamente tres kilómetros al norte del Aeropuerto Internacional Lambert-St. Louis. En el momento del accidente ambas aeronaves se encontraban en el patrón de tráfico de la pista 17. El Cessna quedó destruido y sus dos ocupantes murieron, pero el DC-9 de Ozark sufrió daños menores y consiguió aterrizar sin problemas salvándose sus 44 ocupantes.
El 27 de diciembre de 1968, el Vuelo 982 de Ozark Air Lines, un Douglas DC-9-10, se estrelló durante el despegue en Sioux City, Iowa, provocando heridas a tres de sus ocupantes.
Al haber una gran cantidad de hielo sobre las alas, el piloto fue incapaz de elevar el avión del suelo y este se salió al final de la pista, chocando contra un árbol que arrancó el ala derecha.
El 23 de julio de 1973, el Vuelo 809 de Ozark Air Lines, un Fairchild Hiller FH-227B, se estrelló durante la aproximación al Aeropuerto Internacional Lambert-San Luis. De los 45 pasajeros y tripulación a bordo solo sobrevivieron 7. El avión se estrelló debido a un fenómeno meteorológico no conocido el aquel entonces llamado microburst o microrrotura, que se da durante la tormentas eléctricas. El piloto decidió aterrizar en vez de frustrar la aproximación tal y como dictan los procedimientos actuales, sellando así la suerte del aparato y sus ocupantes.
El 20 de diciembre de 1983, el Vuelo 650 de Ozark Air Lines, un Douglas DC-9-31, chocó contra una máquina quitanieves al aterrizar en el Aeropuerto Regional de Sioux Falls. El conductor de la máquina falleció al instante, pero ningún pasajero resultó herido.